# Lemon (U2)
Lemon è un brano musicale della band irlandese degli U2, estratto nel 1993 come secondo singolo dell'album Zooropa.

## Storia
Bono ha dichiarato di aver ricevuto, da un lontano parente, un super 8 millimetri che conteneva una registrazione con sua madre, quando aveva 24 anni. Il video era stato registrato durante un matrimonio, in cui la madre di Bono era stata invitata come damigella e indossava un vestito giallo limone. Lemon è stato scritto nel corso delle sessioni di Zooropa, tra marzo e maggio del 1993, durante la pausa della band nello Zoo TV Tour.

## Formazione
Gruppo
- Bono - voce
- The Edge - chitarra, pianoforte, cori, sintetizzatore
- Adam Clayton - basso
- Larry Mullen - batteria, percussioni

Altri musicisti
- Brian Eno - cori aggiuntivi

## Tracce
Versione 1
Testi di Bono, musiche di U2.
1. Lemon (Bad Yard Club) – 10:13
2. Lemon (Morales Bad Yard Club Version Dub) – 6:35
3. Lemon (Morales Momo's Reprise) – 4:08
4. Lemon (Perfecto Mix) – 8:56
5. Lemon (Oakenfold Jeep Mix) – 5:30

### Versione 2
1. "Lemon" (Edit) — 4:39
2. "Lemon" (Oakenfold Jeep Mix) — 5:30
3. "Lemon" (Album Version) — 6:56
4. "Lemon" (Morales Bad Yard Club Version Dub) — 6:35

### Promo versione 1
10" vinyl release (USA)
1. "Lemon" (Bad Yard Club Mix) — 8:35
2. "Lemon" (Serious Def Dub) — 6:24

### Promo versione 2
1. "Lemon" (Bad Yard Club) — 10:13
2. "Lemon" (Momo's Beats) — 4:25
3. "Lemon" (Bad Yard Club Version Dub) — 6:35
4. "Lemon" (Serious Def Dub) — 6:24

### Promo versione 3
1. "Lemon" (Perfecto Mix) — 8:57
2. "Lemon" (Trance Mix) — 9:14

### Promo versione 4
1. "Lemon" (Edit) — 4:39

### Promo version 5
1. "Lemon" (Edit) — 4:39
2. "Lemon" (Lemonade Mix Edit) — 4:16
3. "Lemon" (Album Version) — 6:56
4. "Lemon" (Lemonade Mix) — 6:40

## Classifiche
| Classifica (1993)              | Posizione massima |
| ------------------------------ | ----------------- |
| Australia                      | 6                 |
| Belgio (Fiandre)               | 39                |
| Canada                         | 20                |
| Italia                         | 6                 |
| Nuova Zelanda                  | 4                 |
| Stati Uniti (alternative)      | 3                 |
| Stati Uniti (dance club)       | 1                 |
| Stati Uniti (dance/electronic) | 16                |